# Baldonedo Arthur Napoleão
Baldonedo Arthur Napoleão foi um político brasileiro do estado de Minas Gerais.
Baldonedo Arthur Napoleão foi deputado estadual de Minas Gerais durante na 12ª e na 13ª legislatura, como suplente de alguns deputados afastados

.